# Magd

Zeichnung einer holländischen Magd aus einer Monatsblattfolge von Caspar Luyken (um 1700)

Magd ist eine frühere Berufsbezeichnung für eine weibliche Person, die im Haushalt, in der Landwirtschaft oder im Gastgewerbe für verschiedene Arbeiten beschäftigt wurde. Die zumeist körperlich anstrengende Arbeit wurde als gesellschaftlich minderwertig angesehen. Die männliche Entsprechung der Magd war der Knecht.
Im bäuerlichen Bereich wurde bei mehreren Mägden auf einem Hof zwischen der Großmagd und der Kleinmagd unterschieden. Im deutschsprachigen Raum ist die Bezeichnung zwar nicht veraltet, wird aber mit Gegenwartsbezug nur selten gebraucht, weil unausgebildete Arbeiterinnen in einem landwirtschaftlichen Betrieb selten geworden sind.
Ursprünglich bedeutete Magd etwa Maid, eine unverheiratete (junge) Frau; in der Bedeutung findet es sich im Attribut „die reine Magd“ für die Jungfrau Maria. Entsprechend bedeutete Magdtum in der gehobenen Sprache bis ins 20. Jahrhundert „Jungfräulichkeit“.
Mädchen
Im 17. Jahrhundert entwickelte sich aus der Verkleinerungsform Mägdchen die Bezeichnung Mädchen für ein weibliches Kind beziehungsweise eine nicht-volljährige oder eine unverheiratete Frau (siehe auch Dienstmädchen).